# Alice Springs
 Der er for få eller ingen kildehenvisninger i denne artikel, hvilket er et problem. Du kan hjælpe ved at angive troværdige kilder til de påstande, som fremføres i artiklen.

Alice Springs er en by i Australien, som blev grundlagt i 1872. Den ligger i den sydlige del af Northern Territory. Indbyggertallet i Alice Springs er 27.481, hvilket er 12% af Northern Territorys befolkning. Arealet er 128 km².
Stedet ,hvor Alice Springs ligger, er kendt som Australiens centrum eller Det røde Center. Det er et tørt sted med mange ørkener. Om sommeren er den gennemsnitlige temperatur 36,6 °C.
Det aboriginale navn for Alice Springs er Mparntwe.